# Darío Lopilato
Darío Eduardo Lopilato (Buenos Aires, 29 de enero de 1981) es un actor, comediante y presentador de televisión argentino. Saltó a la fama por interpretar el papel de Alfio «Coqui» Argento en la serie de comedia Casados con hijos (2005-2006) de Telefe. Es el hermano mayor de la actriz Luisana Lopilato.

## Carrera profesional
Lopilato comenzó siendo extra en variedades de comerciales, entre 1997 y 2000, actuó en distintas series como Cebollitas (1997-1998) y Chiquititas (2000). En 2002, apareció esporádicamente en el programa humorístico Poné a Francella en el sketch de Cuidado hospital, como el «Hijo del rigor», pero su salto a la fama se dio tres años más tarde, nuevamente junto a Guillermo Francella, interpretando a «Coqui» en Casados con hijos, emitida entre 2005 y 2006 por Telefe. En 2007, actuó en El capo, una telenovela que tras diversos cambios de horario fue cancelada por bajo índice de audiencia.
Su regreso a la pantalla chica fue al año siguiente, cuando protagonizó la telenovela vespertina Atracción x4 en Dream Beach, junto a su hermana Luisana, Rodrigo Guirao Díaz y Gabriel Goity, entre otros. Esta telenovela se emitió hasta mayo de 2009. Formó parte del elenco de la segunda temporada de Los únicos, interpretando a «Francisco», hijo de Dreyfus.
En cuanto al teatro, estuvo en los elencos de las obras Usted puede ser un asesino, estrenada en diciembre de 2012 y Bajo terapia, estrenada en enero de 2015.

## Filmografía

### Cine
| Año  | Título                                      | Papel                    | Notas          |
| ---- | ------------------------------------------- | ------------------------ | -------------- |
| 2008 | Los superagentes, nueva generación          | Agente Mojarrita         |                |
| 2011 | Querida, voy a comprar cigarrillos y vuelvo | Ernesto Zambrana (joven) |                |
| 2015 | El desafío                                  | Rulo                     |                |
| 2017 | Sólo se vive una vez                        | Yosi                     |                |
| 2018 | ¿Qué puede pasar?                           | Mario «Marito»           |                |
| 2019 | Lava                                        | Edgar                    | Doblaje de voz |
| 2024 | El fantasma                                 | Picasso                  |                |

### Televisión
| Año       | Título                           | Papel                      | Notas                                                  |
| --------- | -------------------------------- | -------------------------- | ------------------------------------------------------ |
| 1997-1998 | Cebollitas                       | Nicolás                    |                                                        |
| 1998      | Chica cósmica                    | Lolo                       |                                                        |
| 1999      | Trillizos, dijo la partera       | Huguito                    |                                                        |
| 2000      | Chiquititas                      | Ignacio Montero            |                                                        |
| 2000-2001 | Luna salvaje                     |                            |                                                        |
| 2001-2002 | Poné a Francella                 | Hijo del rigor             |                                                        |
| 2002      | Franco Buenaventura, el profe    | Rulo                       |                                                        |
| 2002      | Maridos a domicilio              | Tomás                      |                                                        |
| 2002-2003 | Rebelde Way                      | Cholo                      |                                                        |
| 2003      | Dr. Amor                         | Carlos «Fito» Carrizo      |                                                        |
| 2004      | Culpable de este amor            | Alejo / Nicolás García     |                                                        |
| 2004      | La niñera                        | Gastón                     | Episodio: «La crème de la crème»                       |
| 2005-2006 | Casados con hijos                | Alfio «Coqui» Argento      |                                                        |
| 2006      | Al límite                        | Darío                      | Episodio: «Entreactos»                                 |
| 2007      | El capo                          | Pablo Svarsky              |                                                        |
| 2008-2009 | Atracción x4 en Dream Beach      | Pablo Milhojas             |                                                        |
| 2009-2010 | La comunidad                     | Conductor                  |                                                        |
| 2010      | Extra pequeño                    | Conductor                  |                                                        |
| 2011-2012 | Bien simple                      | Conductor                  |                                                        |
| 2011      | Historias de la primera vez      | Simón                      | Episodio: «La primera vez que mis padres se separaron» |
| 2011      | ZooBichos                        | Conductor                  |                                                        |
| 2012      | Los Únicos                       | Francisco «Pancho» Dreyfus |                                                        |
| 2012-2014 | Uti Kids                         | Conductor                  |                                                        |
| 2014-2015 | Viudas e hijos del rock and roll | Agustín «El Piojo» Pulido  |                                                        |
| 2016      | Nafta Súper                      | El Faisán / Linterna Verde |                                                        |
| 2016      | Círculos                         | Marcos                     |                                                        |
| 2017      | Suplentes                        | Patricio «Pato»            |                                                        |
| 2018-2019 | Mi hermano es un clon            | Fausto Collado             |                                                        |
| 2019      | Pequeña Victoria                 | Octavio Fortunati          |                                                        |
| 2022-2023 | Flechazo, amor oculto            | Conductor                  |                                                        |

## Teatro
| Año       | Título                                | Papel                 |
| --------- | ------------------------------------- | --------------------- |
| 2007      | El tenor                              |                       |
| 2008      | El libro de la selva                  | Mowgly                |
| 2009      | Socorro malcriados!                   |                       |
| 2010-2011 | Pasión                                | Dany Turner           |
| 2012      | 20000 leguas de viaje submarino en 3D | Capitán Nemo          |
| 2013      | Usted puede ser un asesino            | Enrique               |
| 2014      | El maravilloso mundo de Pinocho       | Pinocho               |
| 2015-2016 | Bajo terapia                          | Esteban               |
| 2017-2018 | Entretelones                          |                       |
| 2019      | El crédito                            |                       |
| 2020      | Hello, Dolly!                         | Barnaby               |
| 2020      | Hermanos                              | Polo                  |
| 2022      | Vamos a contar mentiras               | Lorenzo               |
| 2023      | Casados con hijos                     | Alfio «Coqui» Argento |
| 2024      | El botones                            | Botones               |
| 2024      | Antígona en el baño                   | Junior                |

## Premios y nominaciones
| Año  | Premio                  | Categoría                         | Trabajo nominado           | Resultado | Ref(s) |
| ---- | ----------------------- | --------------------------------- | -------------------------- | --------- | ------ |
| 2005 | Premio Clarín           | Revelación masculina              | Casados con hijos          | Nominado  | [ 3 ]  |
| 2006 | Premio Martín Fierro    | Mejor actor de reparto en comedia | Casados con hijos          | Nominado  | [ 4 ]  |
| 2007 | Premio Martín Fierro    | Mejor actor de reparto en Comedia | El capo                    | Nominado  | [ 5 ]  |
| 2009 | Premios Cilsa           | Compromiso solidario              | Él mismo                   | Ganador   | [ 6 ]  |
| 2013 | Premios Estrella de Mar | Mejor actor de comedia            | Usted puede ser un asesino | Nominado  | [ 7 ]  |
| 2024 | Premios Estrella de Mar | Mejor actor de comedia            | El botones                 | Nominado  | [ 8 ]  |